# Naibys Morillo
Naibys Daniela Morillo Gil (Carora, 5 de marzo de 2000) es una deportista venezolana que compite en atletismo adaptado. Ganó una medalla de oro en los Juegos Paralímpicos de París 2024, en la prueba de lanzamiento de jabalina (clase F46).

## Palmarés internacional
| Juegos Paralímpicos | Juegos Paralímpicos | Juegos Paralímpicos | Juegos Paralímpicos |
| Año                 | Lugar               | Medalla             | Prueba              |
| ------------------- | ------------------- | ------------------- | ------------------- |
| 2024                | París (Francia)     | Medalla de oro      | Jabalina F46        |